# Дуглас, Роберт Лэнгтон
Роберт Лэнгтон Дуглас (англ. Robert Langton Douglas; 1864—1951) — британский художественный критик, искусствовед, преподаватель, писатель

, директор Национальной галереи Ирландии, номинант Нобелевской премии по литературе 1903 и 1904 годов.
Из дворянского рода Дугласов. Роберт Дуглас родился в графстве Чешир (Англия) и получил образование в Нью-Колледже в Оксфорде. Он в течение многих лет читал лекции в университете и некоторое время был в духовном сане в англиканской церкви. С 1895 года по 1900 год он жил в Италии. В то время как он был там священником, он написал монографию о Фра Беато Анджелико, консультируясь с различными учеными, в том числе Бернардом Беренсоном. Он отказался от своего сана в 1900 году и стал профессором современной истории в университете Аделаиды в Австралии, а затем вернулся в Италию в 1901 году, где написал историю Сиены.
Он читал лекции по искусству в Королевском институте в Лондоне и Королевском обществе искусств, был деканом факультета искусств в 1901 году и писал обзоры для многих журналов. В возрасте 50 лет, в 1914 году Дуглас поступил на службу в британскую армию в годы Первой мировой войны и дослужился от рядового до капитана с местом в военном министерстве в Лондоне. Дуглас был награждён за храбрость в Первой мировой войне. В 1916 году Дуглас был назначен директором Национальной галереи Ирландии в Дублине, но ушел в отставку в 1923 году после разногласий с попечительским советом. Он поселился в Нью-Йорке в 1940 году.
Известен прежде всего как знаток искусства Сиены, его наиболее важная публикация История живописи Италии была издана в 1903 году. Помимо этого к числу его работ относятся:
- «Биография Фра Беато Анджелико» (второе издание, 1902),
- «История Сиены» (1902),
- «La Maioliche di Siena» (1904).

### Семья
Был трижды женат:
- (1891—1901) на Маргарет Джейн Кэннон,
- (1902—1927) на Гвендолин Мжри Хенчмен,
- (1928) на Джейн Стюарт.

Сын от первого — маршал Королевских ВВС Уильям Дуглас. Другими его детьми были профессор Теренс Хатчинсон (всемирно известный специалист в области истории экономической мысли) и Клэр (вторая жена писателя Джерома Дэвида Сэлинджера).

## Комментарии
1. ↑  Прадедом прадеда[4] его прадеда[5] был Уильям, 1-й граф Куинсберри[англ.].